# Jan Suchý
Jan Suchý (* 10. Oktober 1944 in Deutschbrod, Reichsprotektorat Böhmen und Mähren; † 24. August 2021 ebenda) war ein tschechoslowakischer Eishockeyspieler. Über viele Jahre war er einer der besten Verteidiger der 1. Liga der Tschechoslowakei und dominierte auch bei internationalen Titelkämpfen.

## Karriere als Spieler
Jan Suchý erlernte das Spiel mit Puck und Schläger auf einem zugefrorenen Teich in der Nähe seiner Heimatstadt. Dort spielte er zusammen mit den befreundeten Holík-Brüdern Jiří und Jaroslav. Im Alter von sieben Jahren wurden sie von Jaroslav Holík senior im Eisstadion Kotlina trainiert. Ab dem folgenden Jahr spielte das Trio für den örtlichen Eishockeyklub, Jiskra Havlíčkův Brod. Suchý durchlief alle Nachwuchsmannschaften des Vereins und verließ diesen erst, als er 1963 seinen Militärdienst ableisten musste. Ab diesem Zeitpunkt spielte er für den Armeeklub ASD Dukla Jihlava, mit dem er sieben tschechoslowakische Meisterschaften und zweimal die wichtigste Auszeichnung für Spieler in der ČSSR, den Zlatá hokejka, gewann. Insgesamt absolvierte Suchý 16 Spielzeiten in der höchsten Spielklasse der ČSSR, in denen er 162 Tore schoss, weitere 221 Tore vorbereitete und in 562 Spielen das Eis betrat (bei 351 Strafminuten). Damit hält er den Torrekord für Verteidiger der tschechoslowakischen Extraliga. Nach den Erfolgen mit Dukla Jihlava erlaubte man Suchý, im westeuropäischen Ausland zu spielen. Zwischen 1979 und 1981 stand er beim WAT Stadlau in Wien unter Vertrag, danach folgte jeweils eine Spielzeit beim ESV Kaufbeuren (1981/82), beim EV Landsberg (1982/83) und beim UEC Mödling (1983/84), wo er seine Karriere im Alter von 40 Jahren beendete.
Sehr große Erfolge hatte Jan Suchý, der auch als „Europäischer Bobby Orr“ bezeichnet wurde, bei internationalen Titelkämpfen. Mit der tschechoslowakischen Herrenauswahl gewann er eine Medaille bei Olympischen Winterspielen und sieben Medaillen bei Weltmeisterschaften. Seine erste Berufung in das Nationalteam erhielt er für die Eishockey-Weltmeisterschaft 1965 (Gewinn der Bronzemedaille) und nahm ab diesem Zeitpunkt jährlich an der Weltmeisterschaft teil. Drei Jahre später wurde er in den Kader für die Olympischen Winterspiele 1968 berufen und gewann die Silbermedaille. Nach einem von ihm unter Alkoholeinfluss verschuldeten Autounfall 1971 verbüßte Suchý eine Strafe von 18 Monaten im Gefängnis und wurde aus der Nationalmannschaft ausgeschlossen, so dass er 1972 nicht den Gewinn des Weltmeistertitels erleben konnte. Im Nationaltrikot erzielte er in 160 Länderspielen 44 Tore für die Tschechoslowakei.
2008 wurde er in die tschechische Eishockey-Ruhmeshalle und 2009 in die IIHF Hall of Fame aufgenommen.

## Erfolge und Auszeichnungen
- Tschechoslowakischer Meistertitel 1967–72 und 1974
- Silbermedaille bei den Weltmeisterschaften 1966, 1968, 1971
- Bronzemedaille bei den Weltmeisterschaften 1965, 1969, 1970
- Wahl ins All-Star-Team der Weltmeisterschaft 1968–71
- Wahl zum besten Verteidiger der Weltmeisterschaft 1969 und 1971
- Gewinn des Zlatá hokejka 1969 und 1970
- Aufnahme in die IIHF Hall of Fame 2009